# JkDefrag

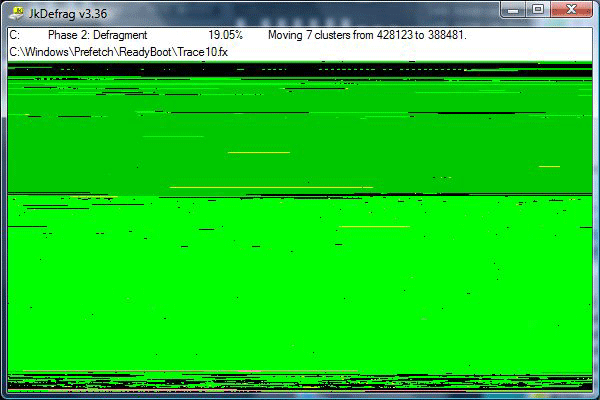
Screenshot do JkDefrag em execução.

## Requisitos
JkDefrag funciona em sistemas operacionais Windows 2000/XP/2003/Vista, e possui suporte aos sistemas de arquivos FAT, FAT32 e NTFS - utilizando para isso a API própria do sistema operacional.